# Gynoplistia cyanea
Gynoplistia cyanea är en tvåvingeart som beskrevs av John Obadiah Westwood 1835. Gynoplistia cyanea ingår i släktet Gynoplistia och familjen småharkrankar. Inga underarter finns listade i Catalogue of Life.